# Abbaye de Saint-Gall
Pour les articles homonymes, voir Saint-Gall (homonymie).
L’abbaye de Saint-Gall (Kloster St. Gallen) est une abbaye bénédictine fondée au VIIIe siècle et située à Saint-Gall, en Suisse alémanique. Elle fut pendant plusieurs siècles, avec sa bibliothèque, l'un des monastères bénédictins les plus importants d'Europe.

## Histoire

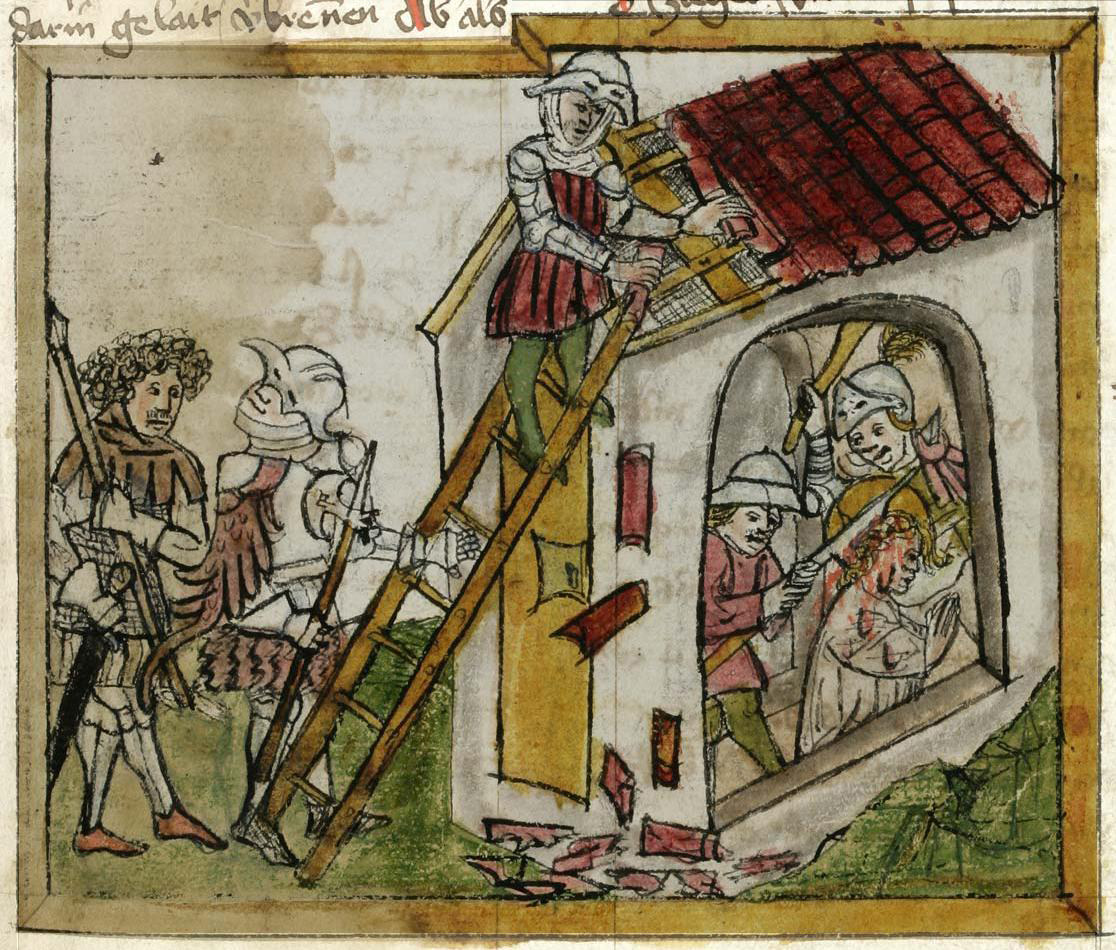
Martyre de Wiborada

Le monastère fut fondé en 719 et nommé en l'honneur de Gallus, un Irlandais compagnon de saint Colomban de Luxeuil, qui a vécu et évangélisé dans la région à partir des années 610. Il mourut en 646 dans son ermitage qui deviendra Saint-Gall.
Charles Martel nomma Othmar de Saint-Gall comme gardien des reliques de saint Gall. Pendant le règne de Pépin le Bref, Othmar fonde les célèbres écoles de Saint-Gall, où fleurissent les arts, les lettres et les sciences. Sous l'abbé Waldo de Reichenau (740 - 814), on commence à copier des manuscrits et la célèbre bibliothèque de l'abbaye de Saint-Gall voit le jour. Plusieurs moines anglo-saxons et irlandais y viennent copier des manuscrits et y composer des ouvrages : Notker de Liège, Notker le Bègue, Notker Labeo ou encore Hartker (auteur des antiphonaires du monastère). À la demande de Charlemagne, le pape Adrien Ier y envoie des chantres particulièrement distingués, qui y propagent le chant grégorien. Plus de 400 manuscrits subsistent de cette époque. 
C'est Heito, évêque de Bâle et abbé du couvent de Reichenau qui envoie un plan de monastère idéal à Gozbert, abbé de Saint-Gall, pour la construction d'un complexe monastique bénédictin tel que défini par les conciles réformateurs d'Aix-la-Chapelle du IXe siècle.
Au siècle suivant, l'abbaye entre en conflit avec l'abbaye de Reichenau, sur le lac de Constance. Entre 924 et 933, l'invasion des Magyars menace l'abbaye, et les livres et parchemins de la bibliothèque sont envoyés à Reichenau ; la plupart sont rendus à Saint-Gall une fois passé le risque de pillage. Durant ce pillage, sainte Wiborada est tuée. Elle est la première femme canonisée par le pape Clément II en 1047.
Au XIIIe siècle, l'abbaye et le village forment une principauté immédiate, que les abbés dirigent comme princes du Saint-Empire romain germanique.
Sous l'abbé Pius (1630 - 1674), on y construit une imprimerie. En 1712, le prince-abbé de St-Gall est au cœur du problème menant à la Guerre de Toggenburg. Le site est pillé par des Suisses et la plus grande partie des livres est emportée à Zurich et à Berne. La paix revenue, Saint-Gall devient la résidence de l'évêque et abrite les bureaux du canton ainsi que ce qui reste de la bibliothèque.
Il reste peu de vestiges de l'abbaye médiévale. La plupart des bâtiments, y compris l'abbatiale, furent construits entre 1755 et 1768 dans le style baroque.
Il y a eu au total 73 abbés régnants (dont six anti-abbés) entre 719 et 1805. Une liste complète de biographies des abbés a été publiée par Rudolf Henggeler en 1929.

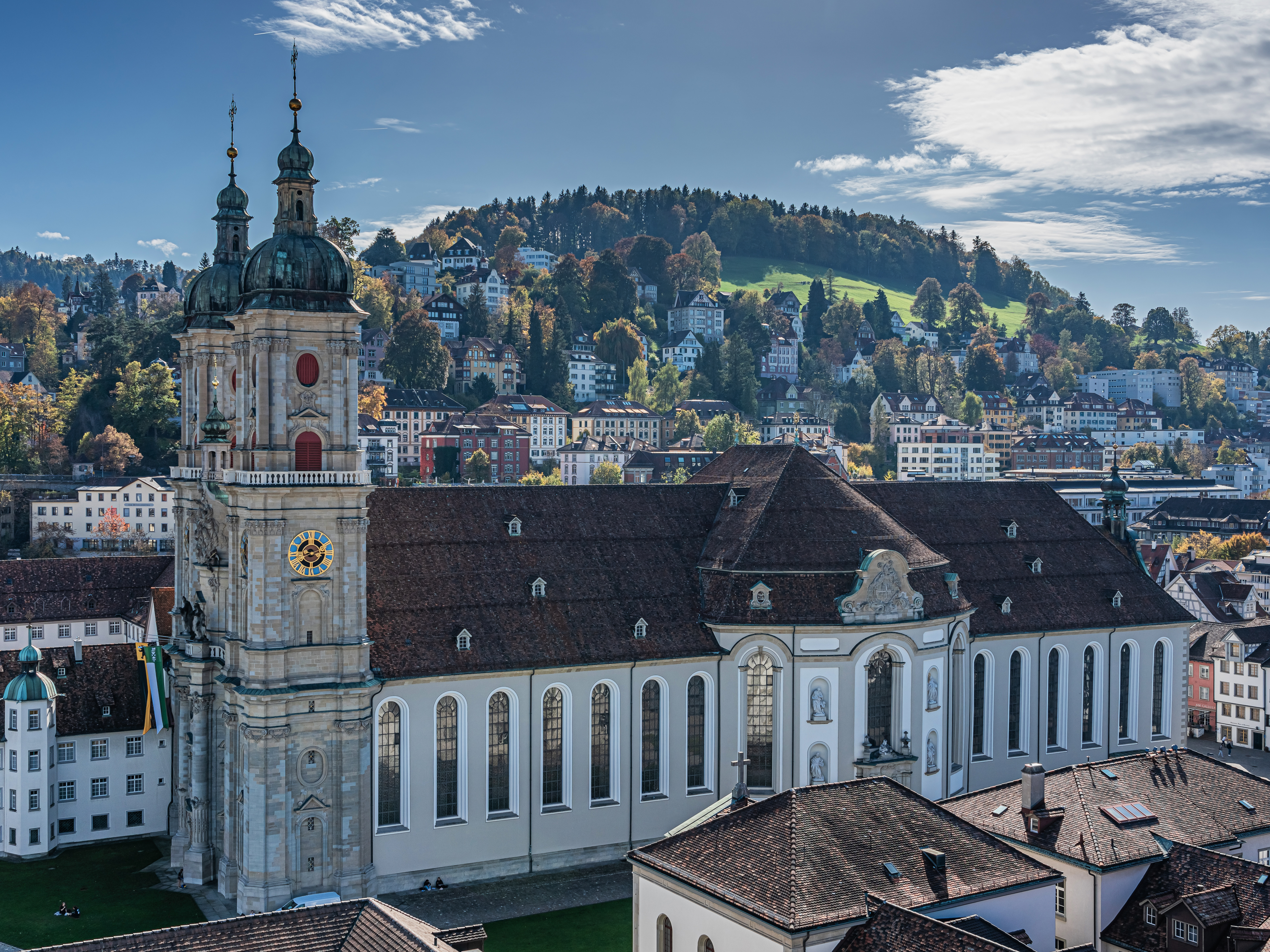
L'église abbatiale, vue extérieure
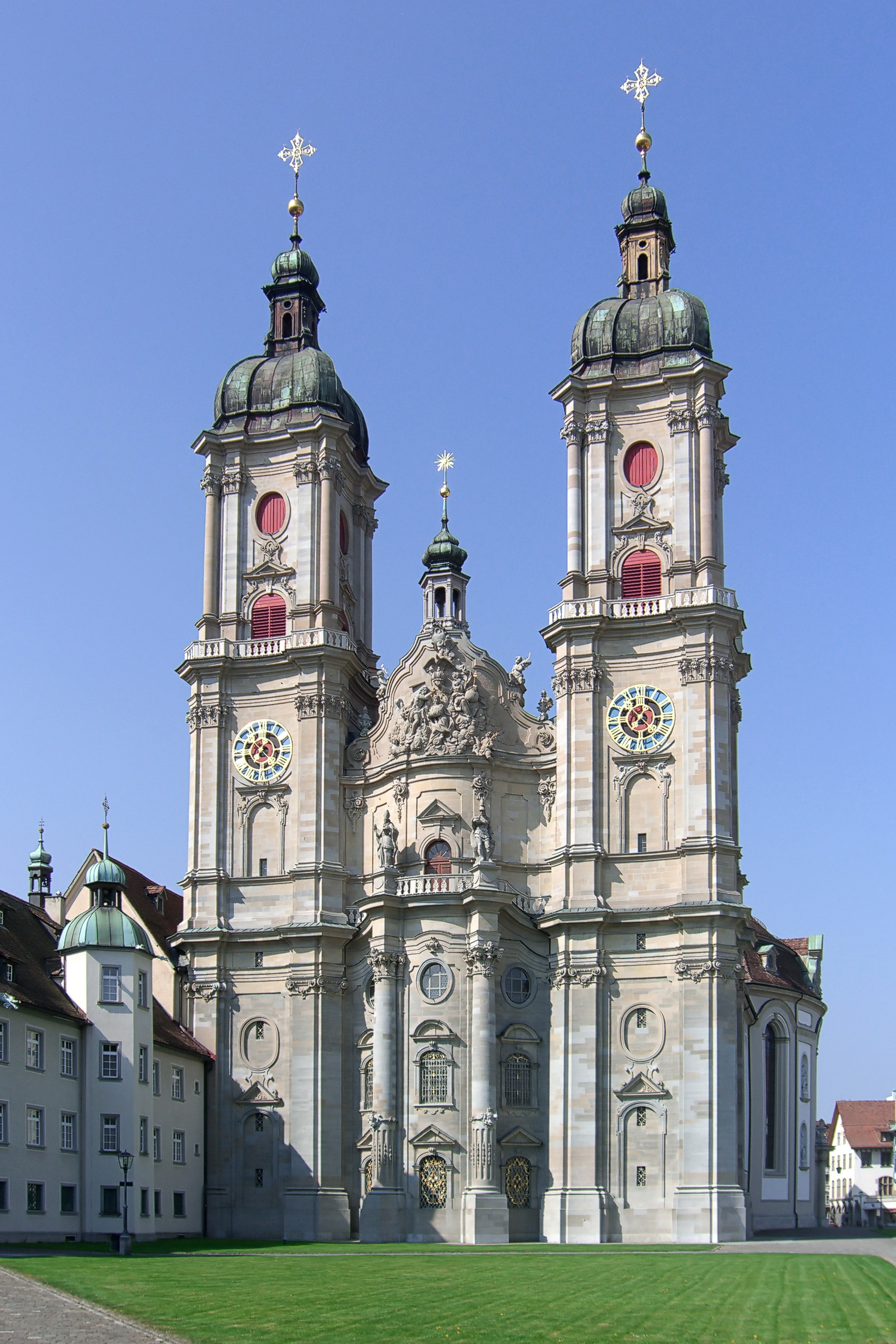
Façade de l'église abbatiale
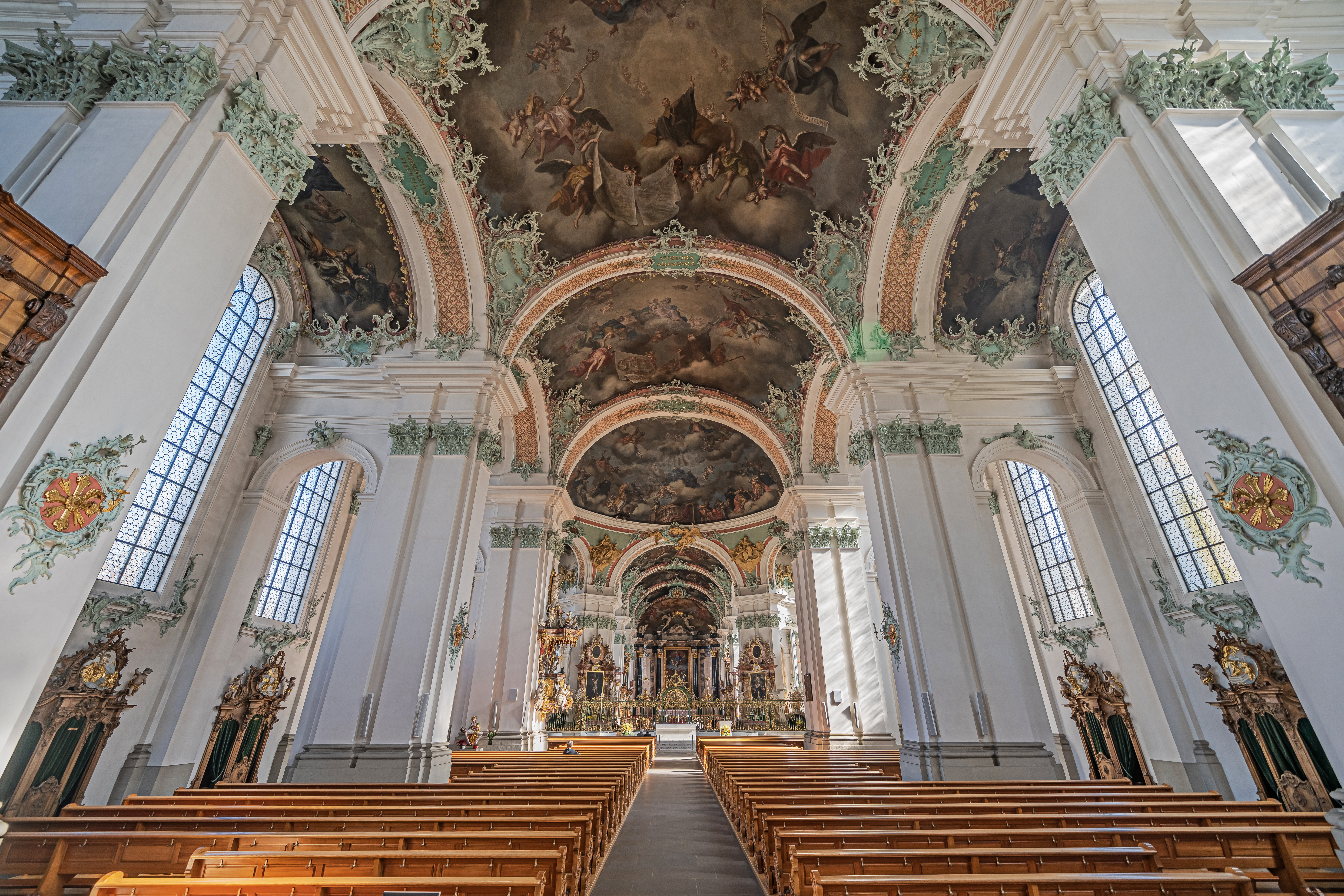
Intérieur de l'église abbatiale

## Trésors culturels

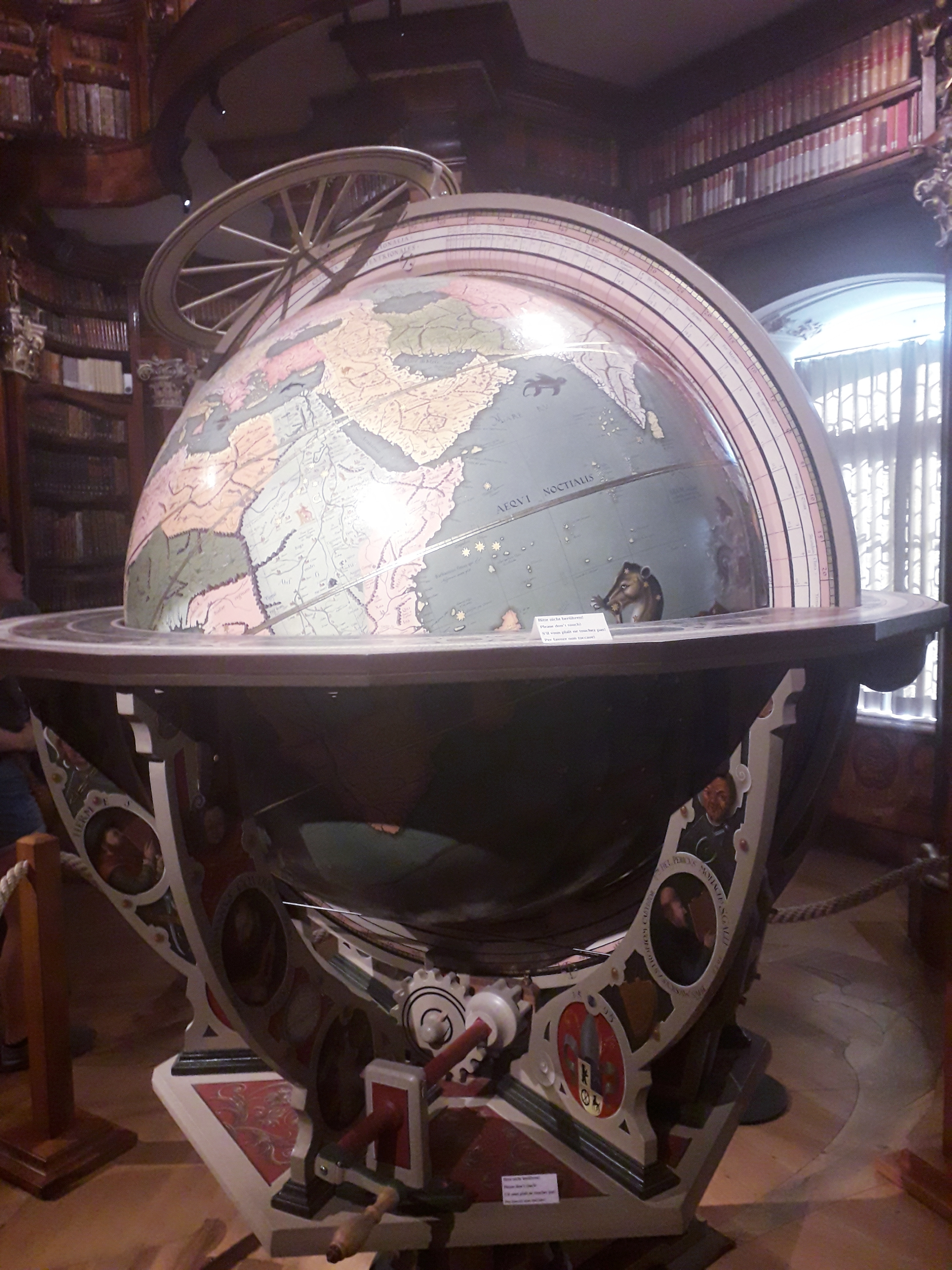
globe terrestre de 1576 conservé dans la bibliothèque de l'abbaye de saint gall

La bibliothèque de l'abbaye de Saint-Gall est reconnue comme l'une des plus riches de l'époque médiévale. Elle abrite l'une des plus vastes collections de manuscrits du Haut Moyen Âge de l'espace germanophone d'Europe, dont le psautier d'or de Saint-Gall datant du IXe siècle. En 2005, elle contenait 160 000 livres, dont 2 200 écrits à la main et 500 vieux de plus d'un millénaire. On procède depuis 2006 à la numérisation des manuscrits.
La bibliothèque a aussi un document unique du IXe siècle, le plan de Saint-Gall, le seul dessin d'architecture majeur de la période d'environ sept cents ans comprise entre la fin de l'Empire romain et le XIIIe siècle. Ce qu'on voit sur le plan dessiné ne fut jamais construit. Il fut nommé ainsi parce qu'il a été conservé dans la bibliothèque, où il se trouve aujourd'hui.
En 1983, l'UNESCO a inscrit l'abbaye de Saint-Gall au Patrimoine mondial, parce qu'elle est « un parfait exemple de monastère carolingien ».
307 manuscrits de la bibliothèque de Saint-Gall sont consultables en ligne.

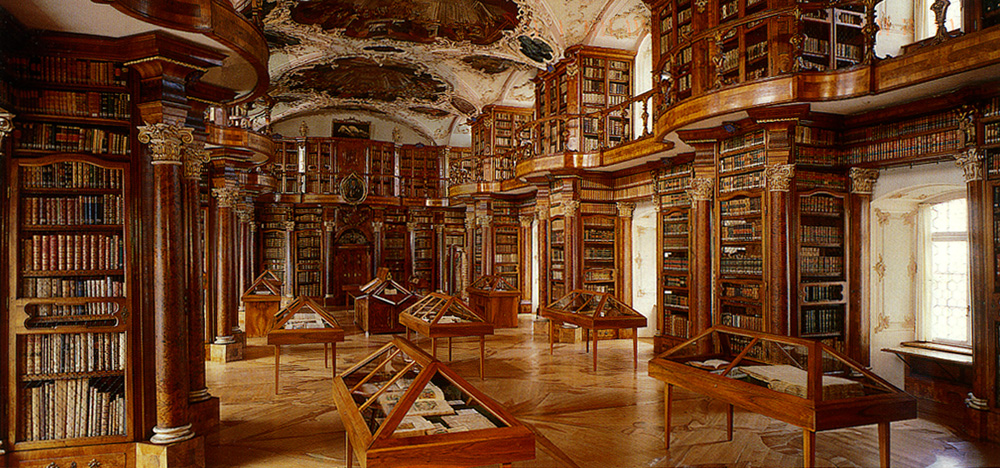
Bibliothèque de l'abbaye de Saint-Gall (IXe siècle)
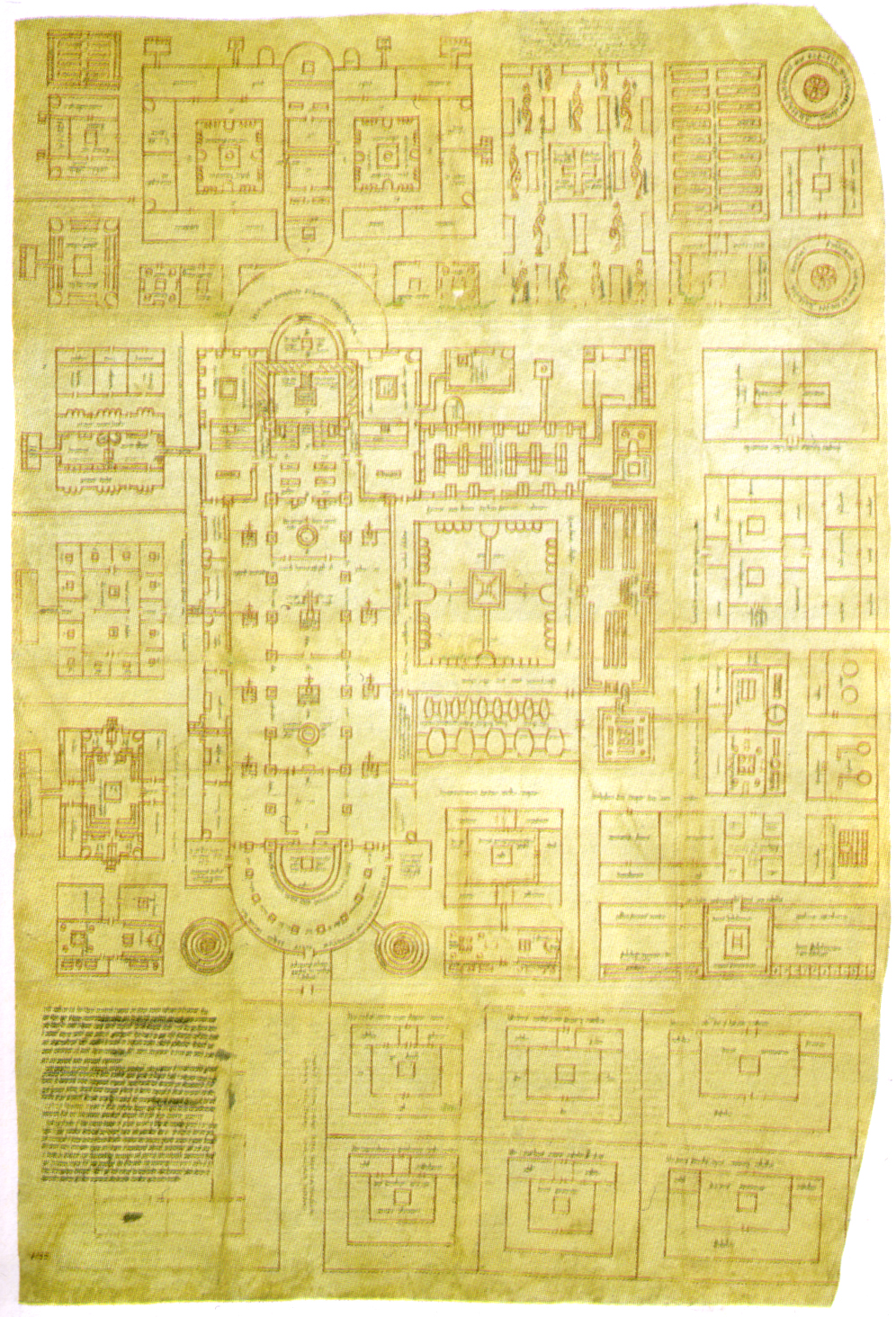
Plan de Saint-Gall

## Lieu de tournage
Des séquences ont été tournées à l'abbaye dans le cadre d'un numéro de l'émission Secrets d'Histoire consacré à Charlemagne, intitulé Sacré Charlemagne !, diffusé le 8 septembre 2015 sur France 2.